# Filippo Schiavo
Pour les articles homonymes, voir Schiavo.
Filippo Schiavo, né le 22 février 1984 à Carpi en Italie, est un entraîneur italien de volley-ball.

## Biographie
Il naît à Carpi dans la région d'Émilie-Romagne. Il est diplômé de l'université de Bologne.

### Carrière
Il fut l'entraîneur adjoint de Giuseppe Cuccarini (it) au Liu jo Volley Modène lors de la période 2010-2012, puis de Davide Mazzanti (it) et Giovanni Caprara (it) au River Volley Plaisance de 2012 à 2014.
De 2014 à décembre 2015, il officie en tant qu'adjoint de Riccardo Marchesi (it) à l'ES Le Cannet, en Ligue A française. En janvier 2016, il prend la tête de l'équipe première à la suite du départ de ce dernier pour raisons personelles.
De 2016 à 2018, il effectue son retour en Italie, au River Volley Modène, où il seconde Lorenzo Micelli (it), Marco Gaspari (it) puis Marco Fenoglio (it) lors de sa deuxième saison.
De juillet à novembre 2018, il est l'entraîneur adjoint de Luca Chiappini au Polisportiva Filottrano (it), en Serie A1 italienne avant de diriger seul l'équipe première jusqu'à la fin de la saison 2019-2020.
En 2020, il est recruté par le club français du RC Cannes. Avec le Racing, il s'incline par deux fois en finale de la Coupe de France, en 2022 face au Volero Le Cannet, puis en 2023 face à Béziers. Lors de la saison 2022-2023, Il est démis de ses fonctions avant le dernier match de la saison régulière et est remplacé par son adjoint Daniele Panigalli. Le président Agostino Pesce justifie son choix par un changement de cycle afin de préparer la prochaine saison, en évoquant également des résultats n'étant pas à la hauteur.  
Lors de l'intersaison 2023, il paraphe un contrat de deux saisons avec le Pays d'Aix Venelles où il prend la succession d'Alexis Farjaudon.

## Palmarès

### En tant qu'entraîneur principal
- Coupe de France :
  - Finaliste en 2022, 2023.

- Coupe de la WEVZA :
  - Finaliste en 2022 (it).